# 久慈バイパス
久慈バイパス（くじバイパス）は、岩手県久慈市を通る国道45号のバイパス道路である。

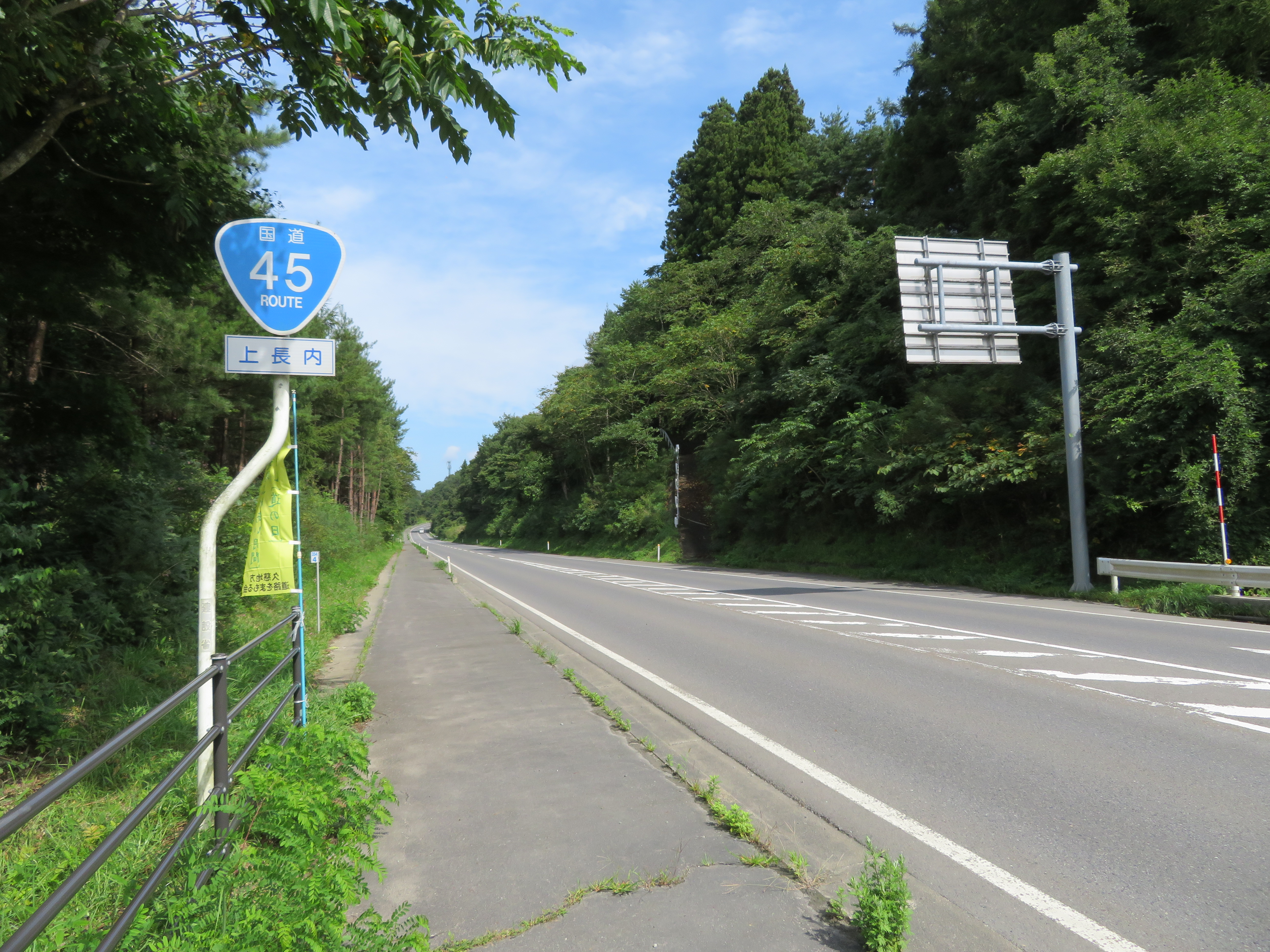
岩手県久慈市上長内付近

## 概要
久慈市街地の混雑緩和を目的に1990年に整備。その後久慈道路開通に伴い湊交差点は立体交差化されている。なお長内トンネル北口十字路はトンネル内に右折車線がないため宮古市方面から小袖海岸方面への右折が禁止されている。
また終点の久慈インターチェンジ付近では、三陸沿岸道路整備にあたって新たに側道が建設されて現在そちらを利用するようになっている。以前からあった道路は嵩上げ・改造工事を経て三陸沿岸道路の本線として利用している。

### 路線データ
- 起点：久慈市長内町字芦ヶ沢（長内陸橋南西Y字路）
- 終点：久慈市新井田・湊立体交差点（八戸久慈自動車道（久慈道路）・国道395号交点）

## 地理

### 交差する道路
- 国道281号・岩手県道268号野田長内線（久慈市長内町字元木沢）